# Holzkirche von Ieud Deal

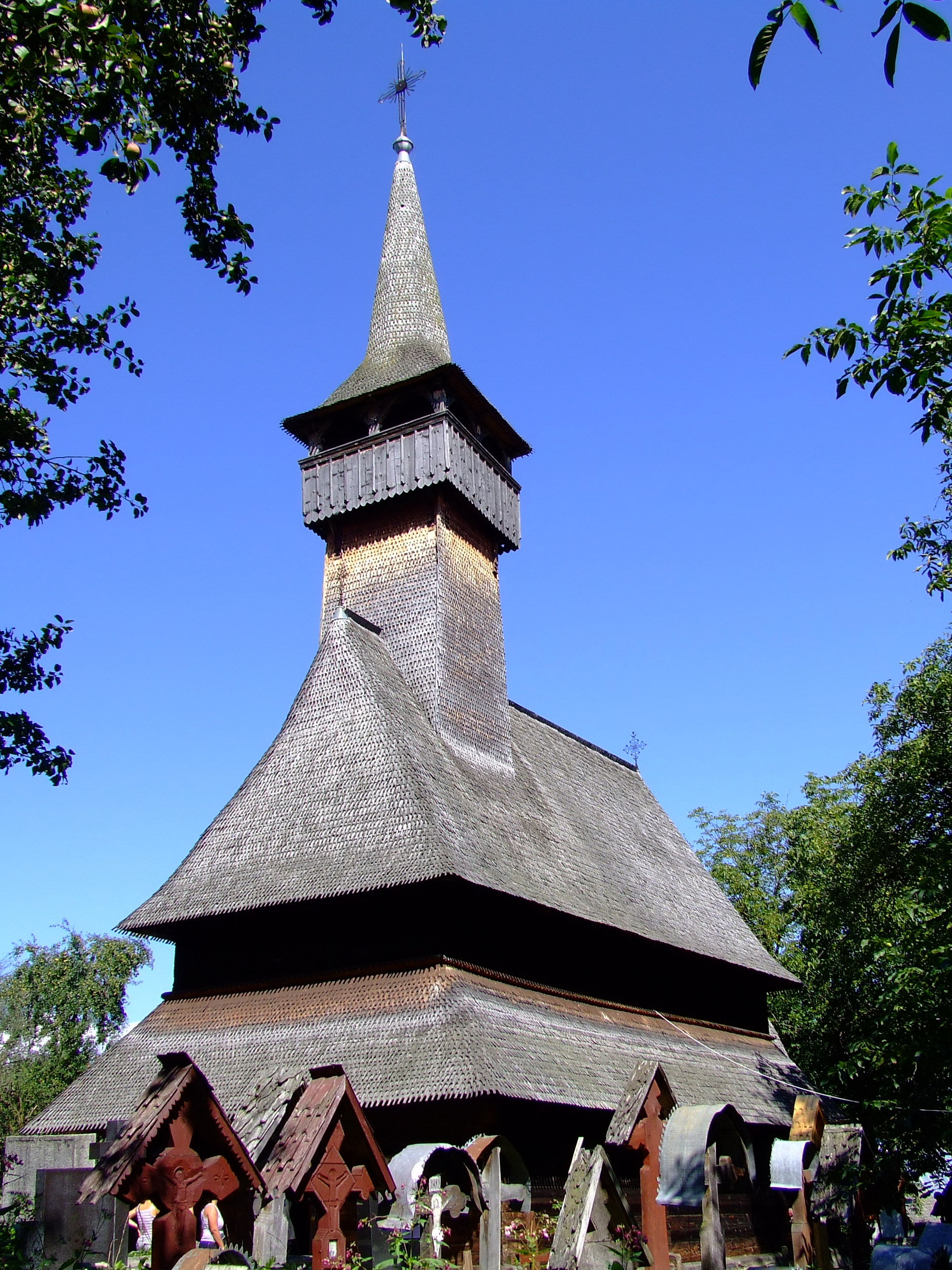
Äußeres der Kirche

Die Holzkirche von Ieud Deal (rumänisch Biserica din Ieud Deal) ist eine der als UNESCO-Welterbe geschützten Holzkirchen in der Maramureș in der Gemeinde Ieud im Norden Rumäniens. Sie ist Mariä Geburt (Nașterea Maicii Domnului) geweiht.

## Geschichte
Die auf einem Hügel gelegene Kirche wurde wohl in der zweiten Dekade des 17. Jahrhunderts errichtet. Sie ist seit 1999 mit sieben weiteren Holzkirchen der Region Teil des Weltkulturerbes und in Rumänien unter der Nummer MM-II-m-A-04588 als Denkmal geschützt.

## Anlage und Ausstattung
Die Kirche ist knapp 12 Meter lang und über 7 Meter breit. Sie fasst 340 Personen. Das Gebäude ist vollständig mit Fresken ausgemalt, die auf den Wandermaler Alexandru Ponehalschi zurückgeführt und auf das Jahr 1782 datiert werden.